# Municipio de Winterset
El municipio de Winterset (en inglés: Winterset Township) es un municipio ubicado en el condado de Russell en el estado estadounidense de Kansas. En el año 2010 tenía una población de 67 habitantes y una densidad poblacional de 0,72 personas por km².

## Geografía
El municipio de Winterset se encuentra ubicado en las coordenadas 38°44′5″N 98°59′30″O / 38.73472, -98.99167. Según la Oficina del Censo de los Estados Unidos, el municipio tiene una superficie total de 93.54 km², de la cual 93,53 km² corresponden a tierra firme y (0,01 %) 0,01 km² es agua.

## Demografía
Según el censo de 2010, había 67 personas residiendo en el municipio de Winterset. La densidad de población era de 0,72 hab./km². De los 67 habitantes, el municipio de Winterset estaba compuesto por el 98,51 % blancos y el 1,49 % eran de una mezcla de razas. Del total de la población el 5,97 % eran hispanos o latinos de cualquier raza.